# タランチュラ星雲
タランチュラ星雲（タランチュラせいうん、Tarantula Nebula、別名かじき座30(30 Doradus)）は、大マゼラン雲のHII領域の輝線星雲である。中心には太陽の150倍以上にもなる大質量星が複数存在しており、星形成の過程を研究するのに最適な場所と言える。これまでタランチュラ星雲では、80万個以上の星の形成があったと試算されている。欧州宇宙機関(ESA)の研究者Guido De Marchiは、タランチュラ星雲は多くの星々が誕生した100億年前の宇宙の特性を備えていると話しており、イリノイ大学アーバナ・シャンペーン校の教授Tony Wongは、タランチュラ星雲が今日においても星形成活動を行えているのは天文学における大きな謎のひとつとしている。

## 発見
この星雲はニコラ＝ルイ・ド・ラカーユが喜望峰へ遠征した1751年12月5日に初めて発見された。彼はこの星雲を最上級の星雲のうち2番目であり、2フィート望遠鏡で見える恒星を伴わない星雲としてカタログに入れた。また、20'にもまたがる星雲と描写された。
ヨハン・ボーデは1801年に自身の『Uranographia』という恒星の地図にタランチュラ星雲を入れた。また、彼は『Allgemeine Beschreibung und Nachweisung der Gestirne』においてはXiphiasという星座(現在のかじき座)の30番目の天体として捉えた。彼は等級を与えず、星雲状のものしてNを与えた。
反射望遠鏡から得たこの星雲の写真ではその複雑な内部構造が見られ、20世紀半ば頃からタランチュラ星雲と呼ばれるようになった。
タランチュラ星雲は「かじき座30番星」のように恒星のように扱われることもあり、かつてはタランチュラ星雲の中心にある散開星団のNGC 2070として扱われることもあったが、一般的にはNGC 2070などを含めた全体を表す。

## 特徴
恒星以外の天体としては非常に光度が大きく、距離は49kpcであるが、視等級は+8もある。その明るさは、もし地球からオリオン大星雲ほどの距離に来たならば、影を生じるほどである（ただしタランチュラ星雲は巨大なため視直径は約90°に達し、空の一点に光源があるような光景にはならない）。実際に、局所銀河群で知られている最も活発なスターバースト領域である。また局所銀河群の最大級のHII領域としては直径200パーセクと最も大きいことで知られる。さらにその大きさからHII領域最大とも言われるが、さんかく座銀河にあるNGC 604の方が大きい可能性がある。星雲は大マゼラン雲の最先端に位置し、そこではラム圧がなくなり、星間物質の圧縮が最大限に達する。

## NGC 2070
中心部には直径約35光年の小さな星団R136を含むNGC 2070（Caldwell 103）という散開星団が存在し、星雲のエネルギーの大部分を生産している。R136の質量は推定45万 M☉であり、将来は球状星団になると推測されている。
タランチュラ星雲にはR136の他にも、2000万歳から2500万歳と古い星団であるホッジ301もある。この星団中の最も質量の大きい恒星はすでに超新星として爆発している。

## 超新星SN 1987A
望遠鏡が発明されて以来、直近で観測された超新星爆発は、タランチュラ星雲の外縁部で生じたSN 1987Aである。中に散開星団が含まれている有名な超新星残骸にはNGC 2060などがあるが、多くの超新星残骸では星雲の内部構造の複雑さから発見するのは難しい。

## ブラックホール VFT S243
タランチュラ星雲には天の川銀河の外としては初となる強い放射をしない(X線放出の少ない)タイプのブラックホールが発見されている。
このブラックホールは最低で9太陽質量の質量があり、25太陽質量の伴星の青色巨星と円軌道をとる。

## 画像

タランチュラ星雲の星団、ガス星雲、超新星残骸[22]
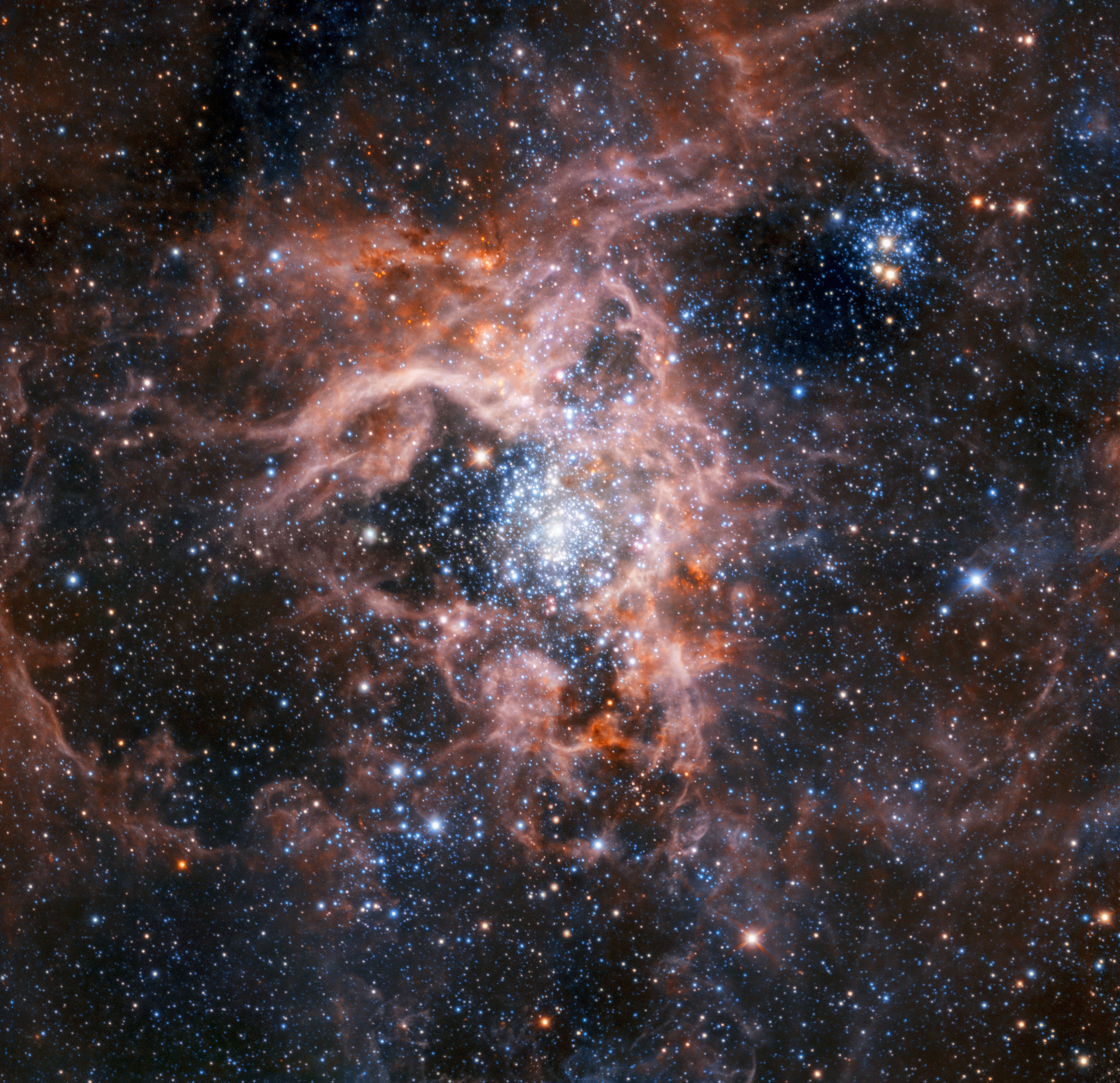
ESOのHAWK-1によるタランチュラ星雲
ハッブル宇宙望遠鏡によるR136の星形成領域の全景
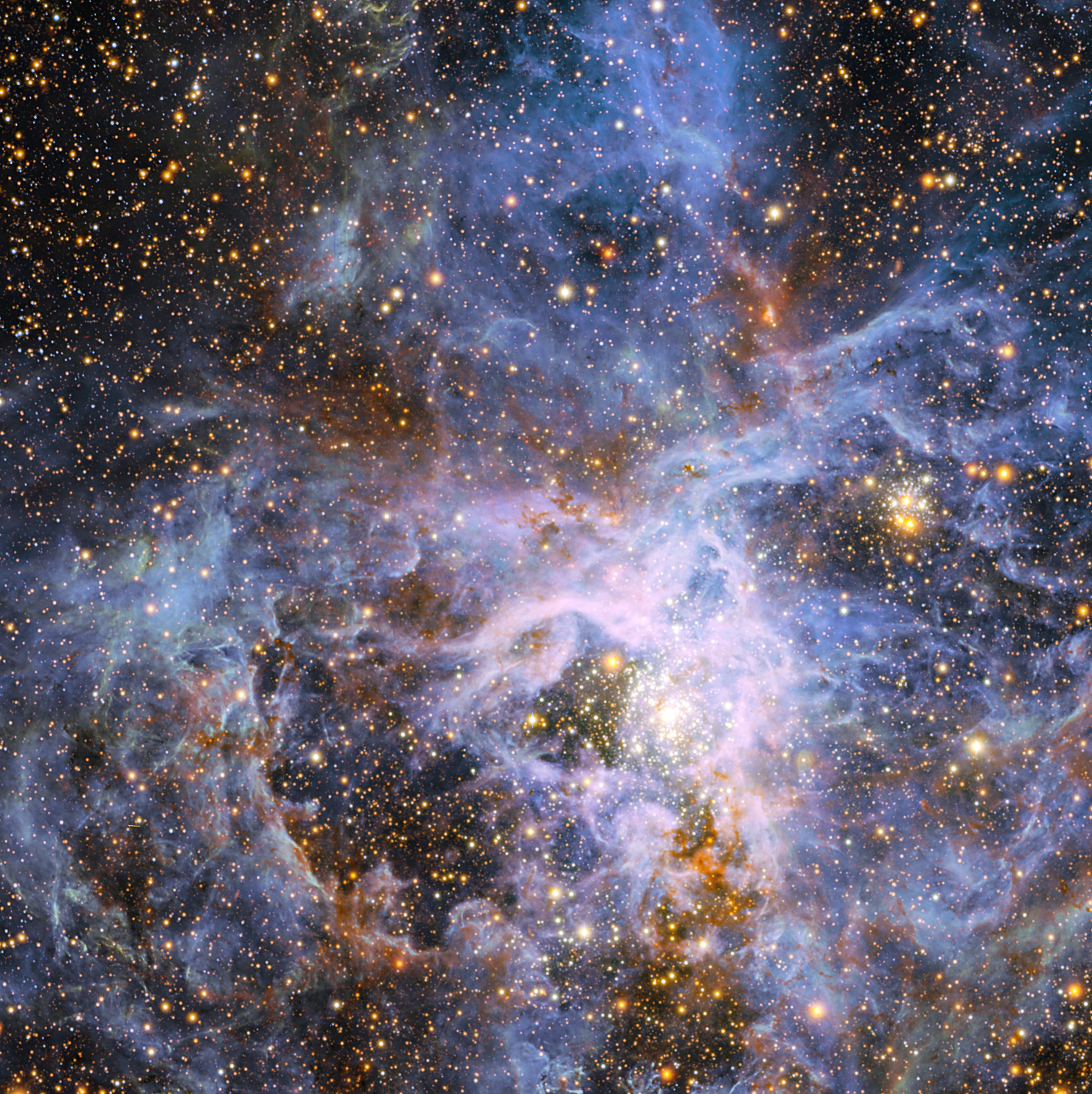
大マゼラン雲内にあるVFTS 682（英語版）
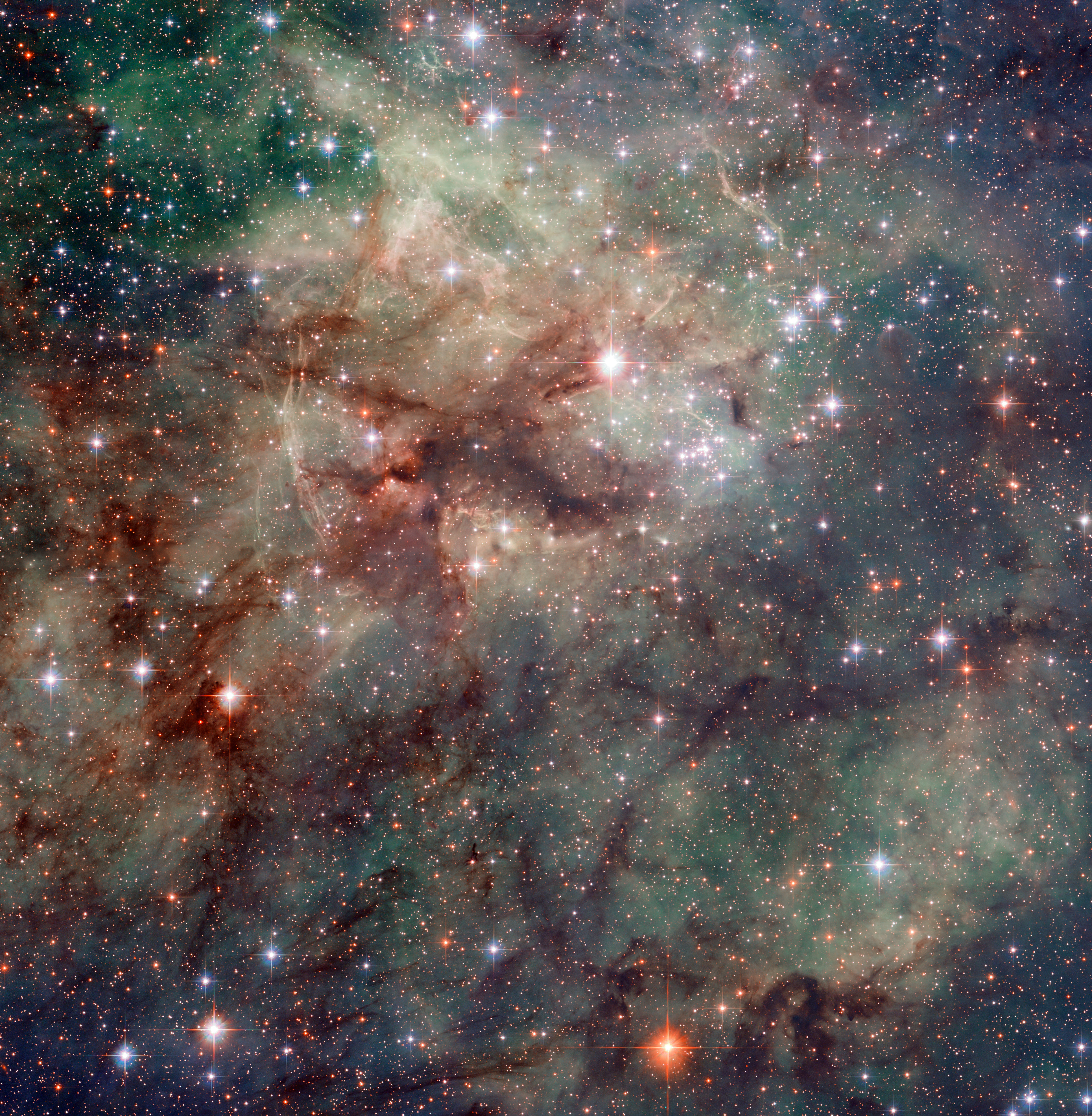
タランチュラ星雲の拡大写真
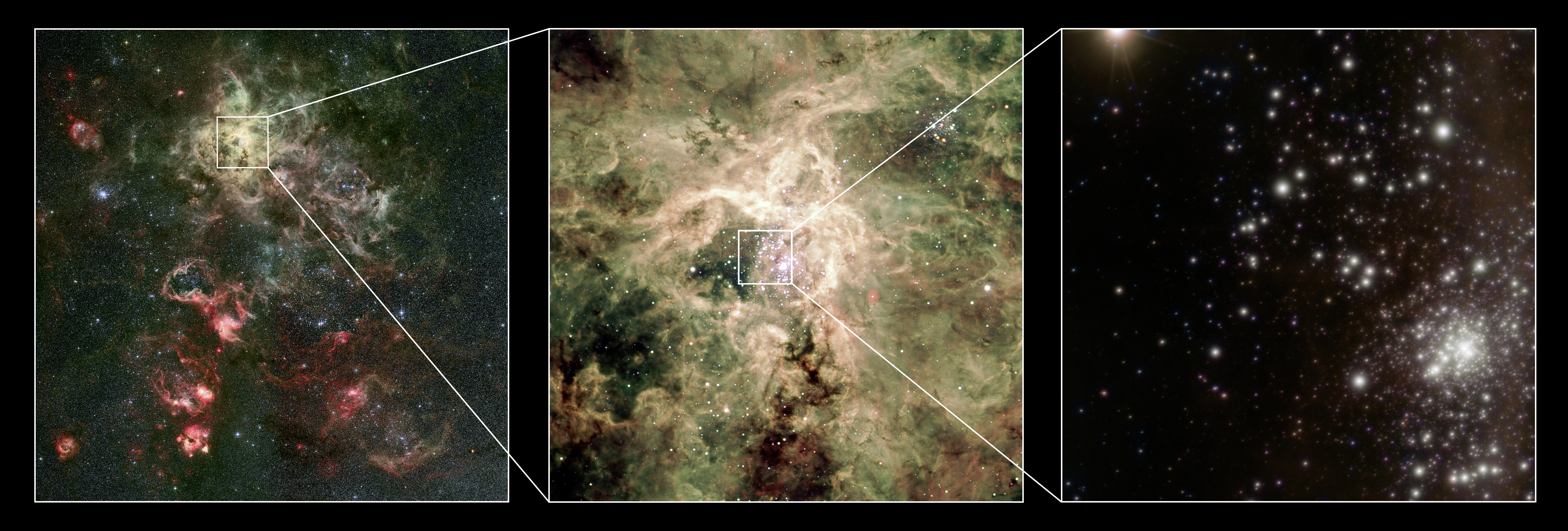
若い星団のRMC 136a
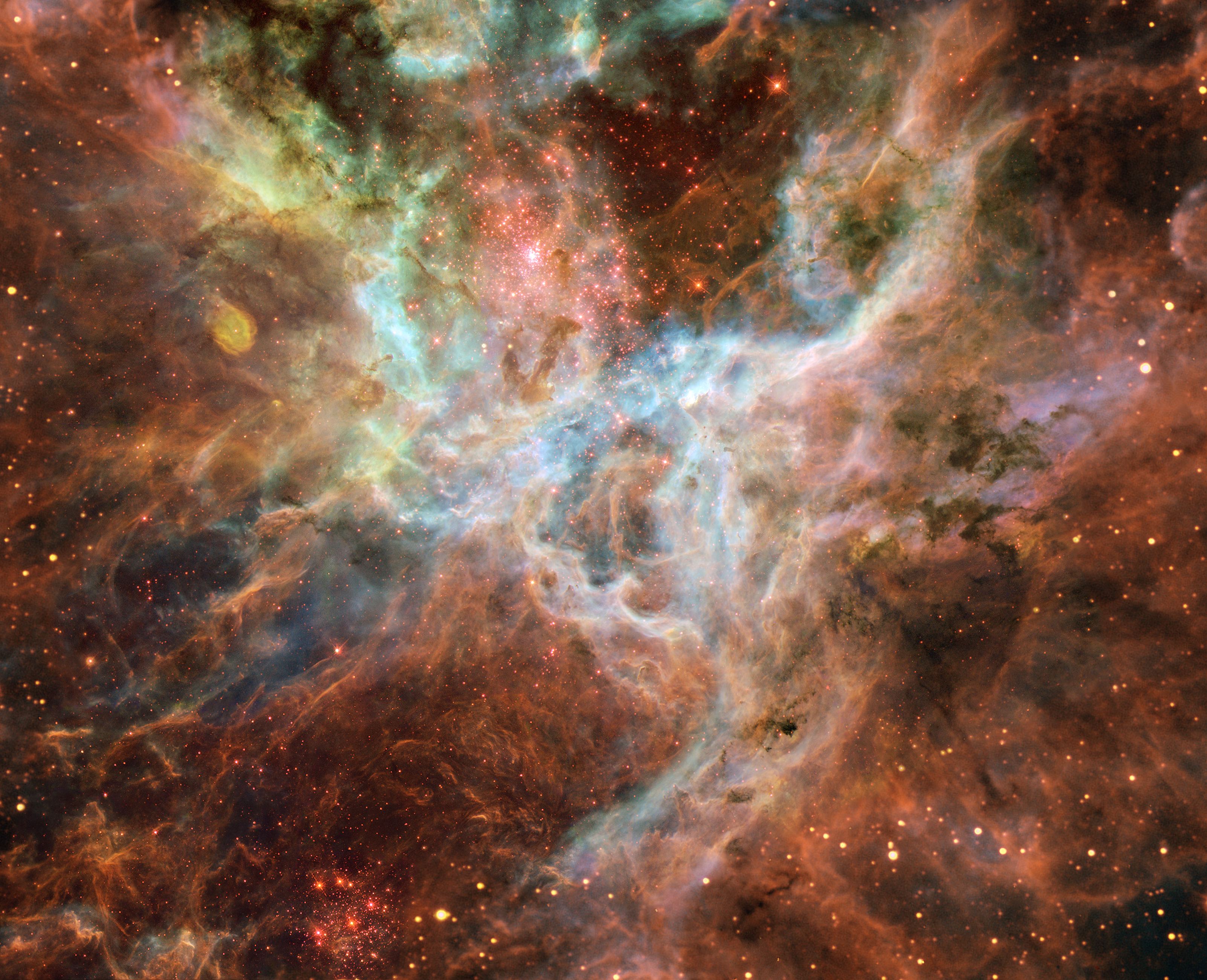
タランチュラ星雲の中心領域
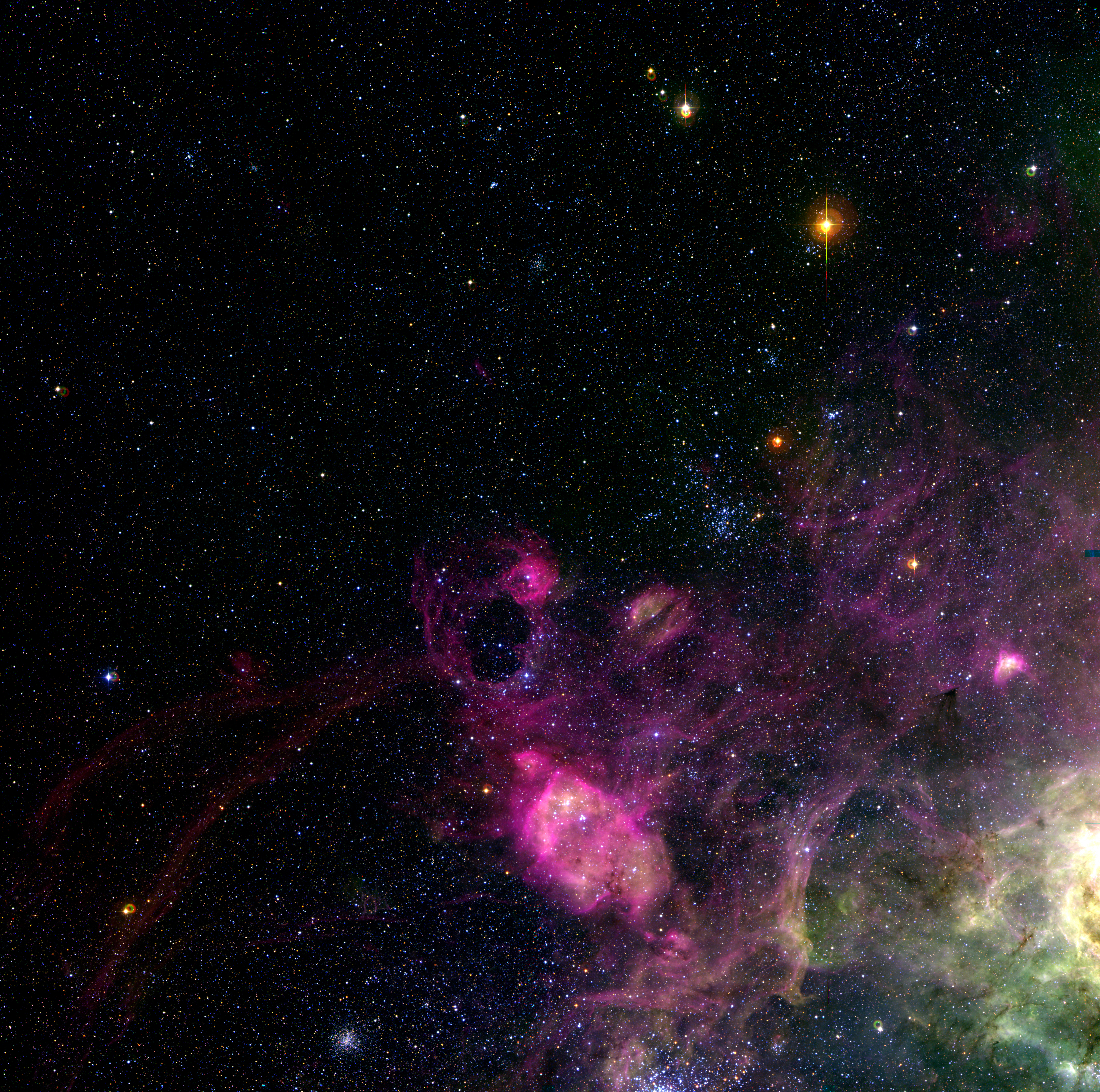
タランチュラ星雲に近い大マゼラン雲の領域
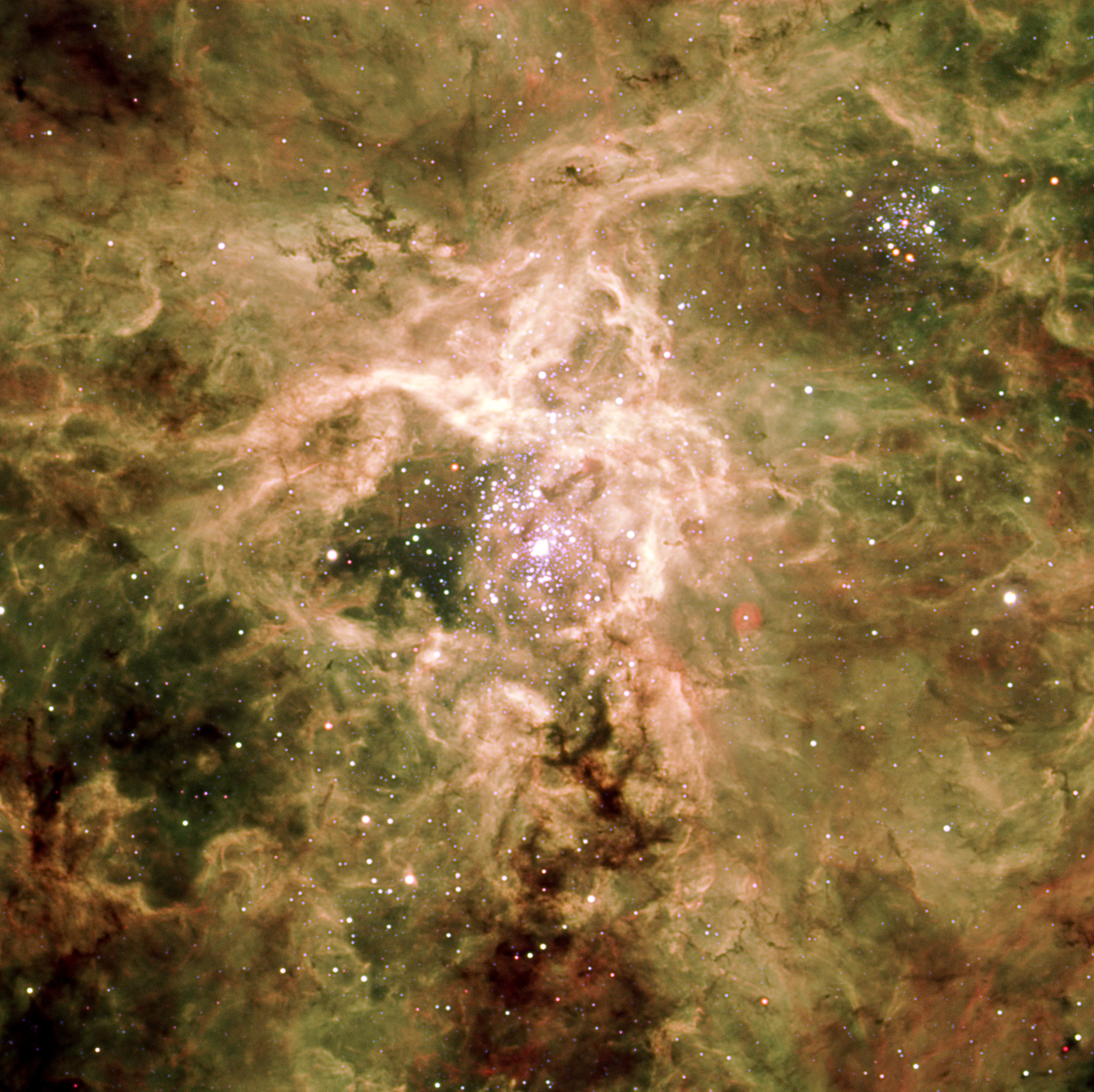
タランチュラ星雲の中心部にR136が位置する。白いホッジ301も右上に見える。credit: ESO
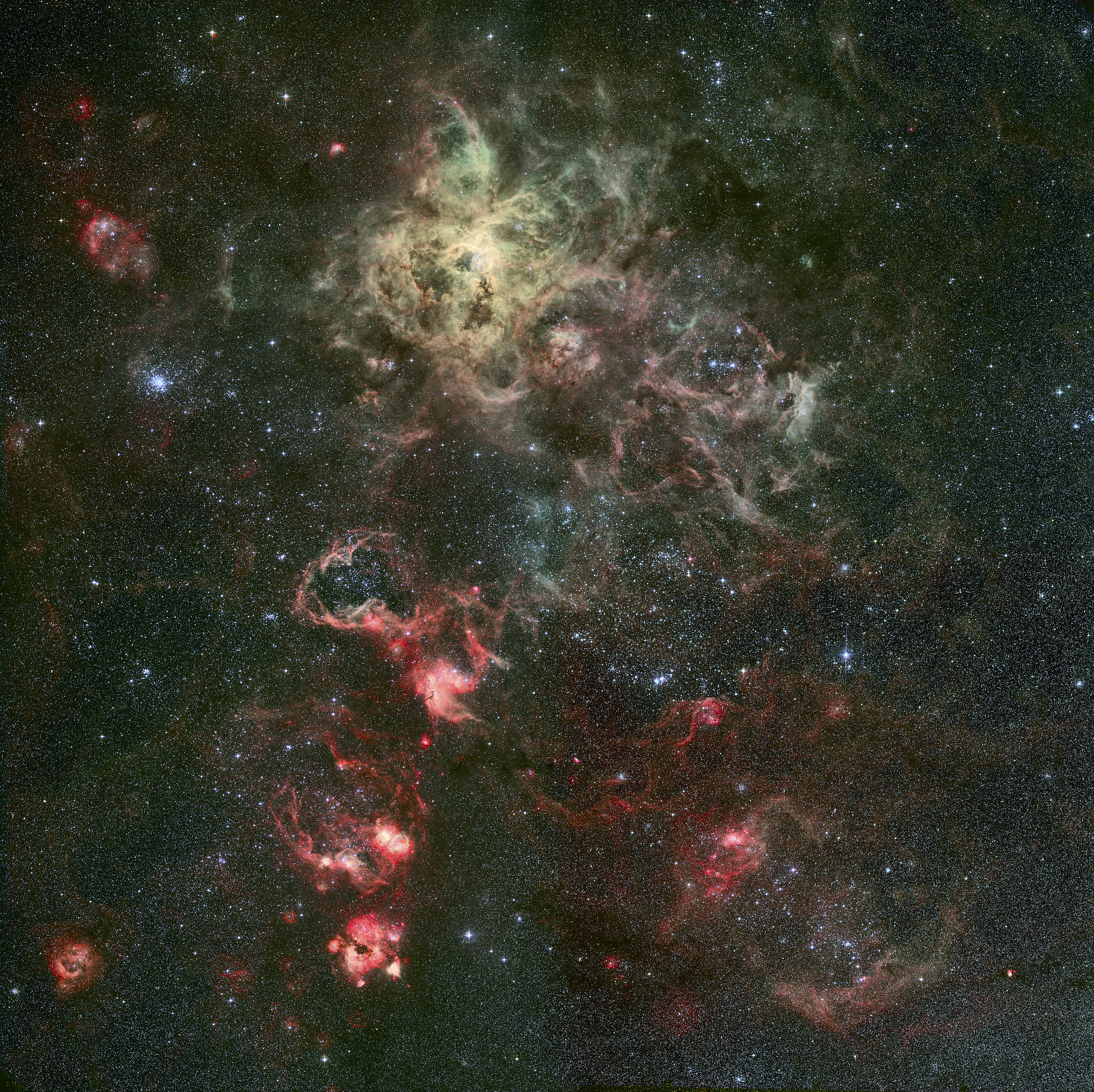
タランチュラ星雲とその周辺credit: ESO
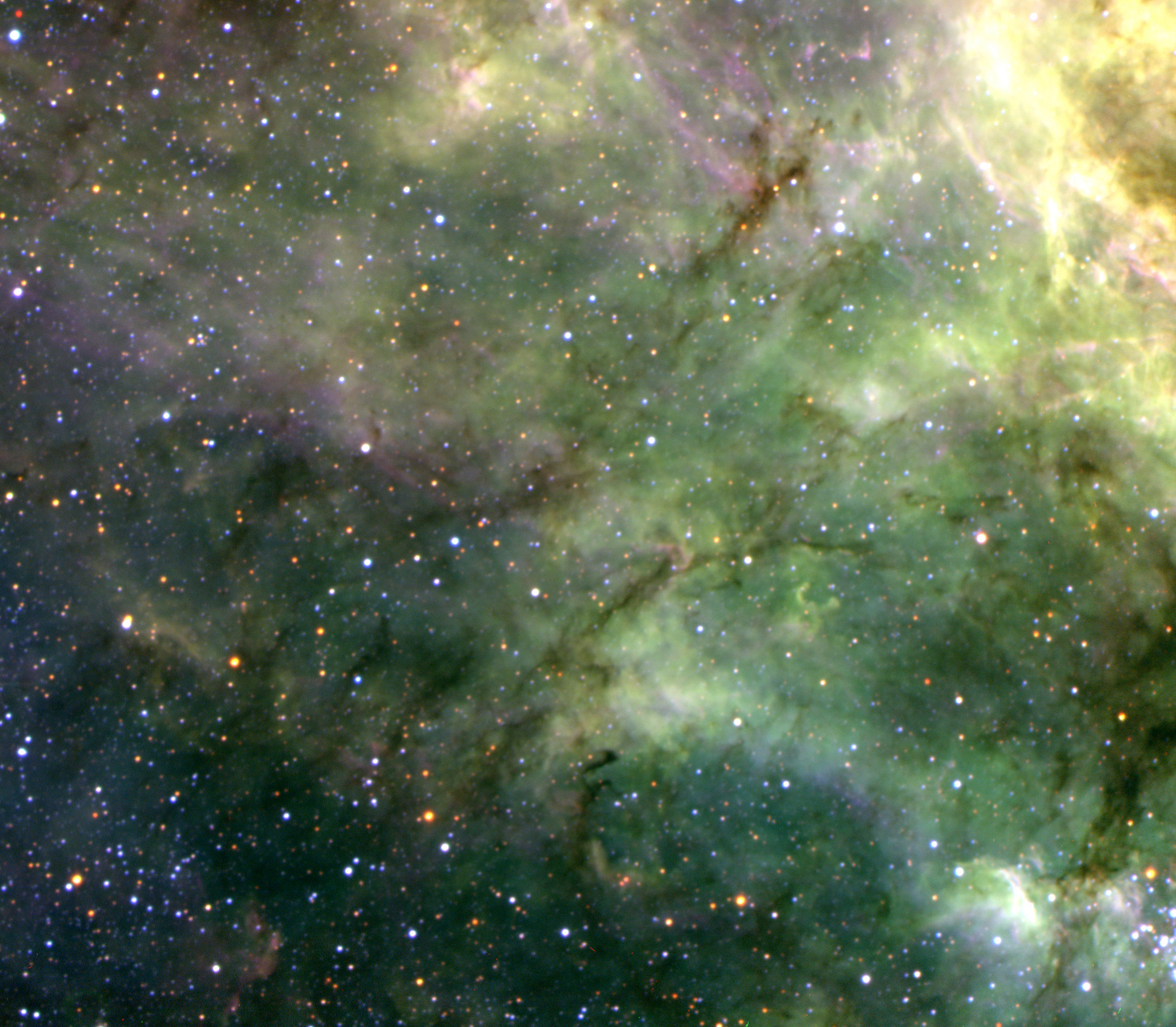
タランチュラ星雲のフィラメントcredit: ESO
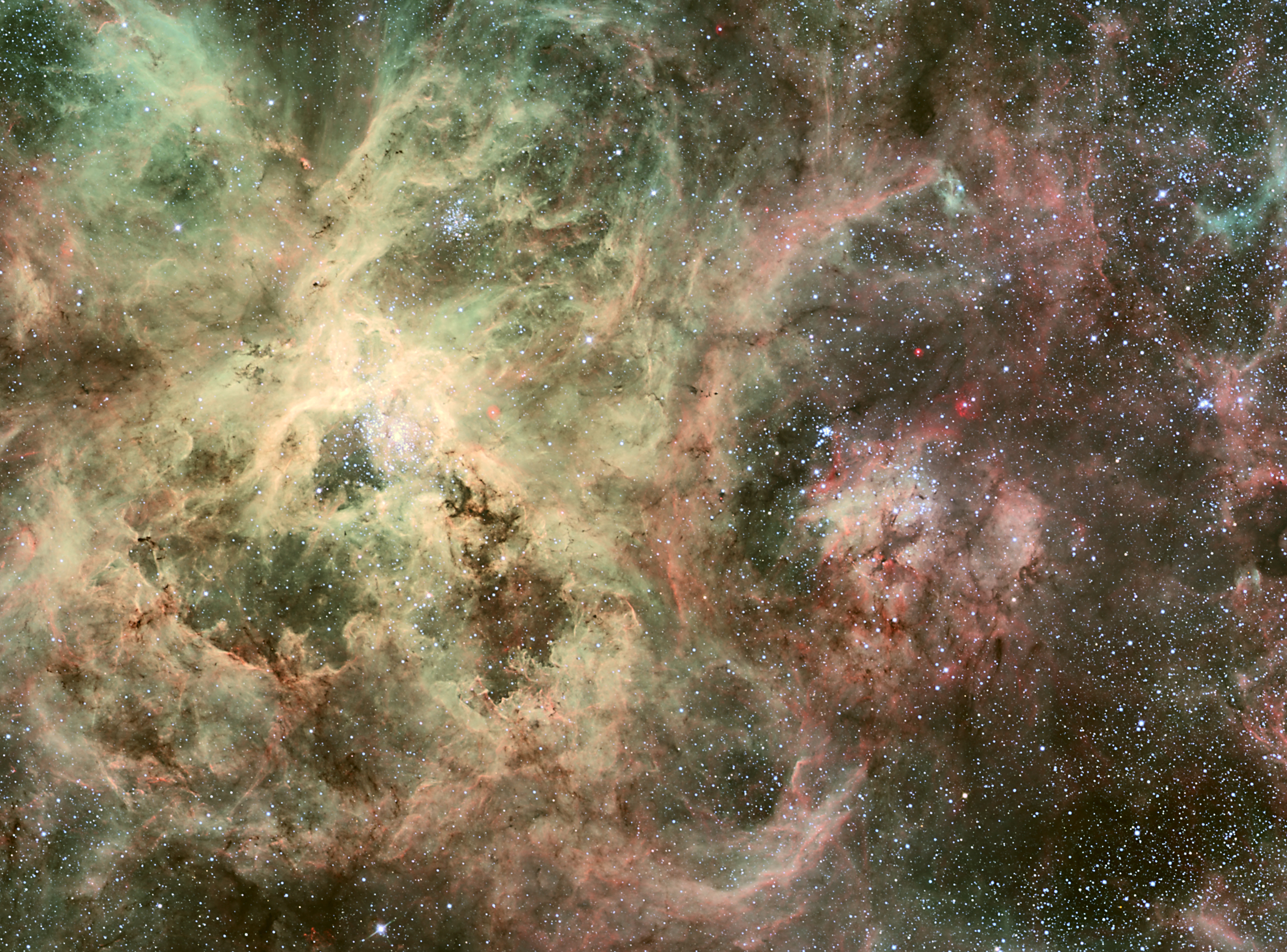
画像の中心に星雲が見える
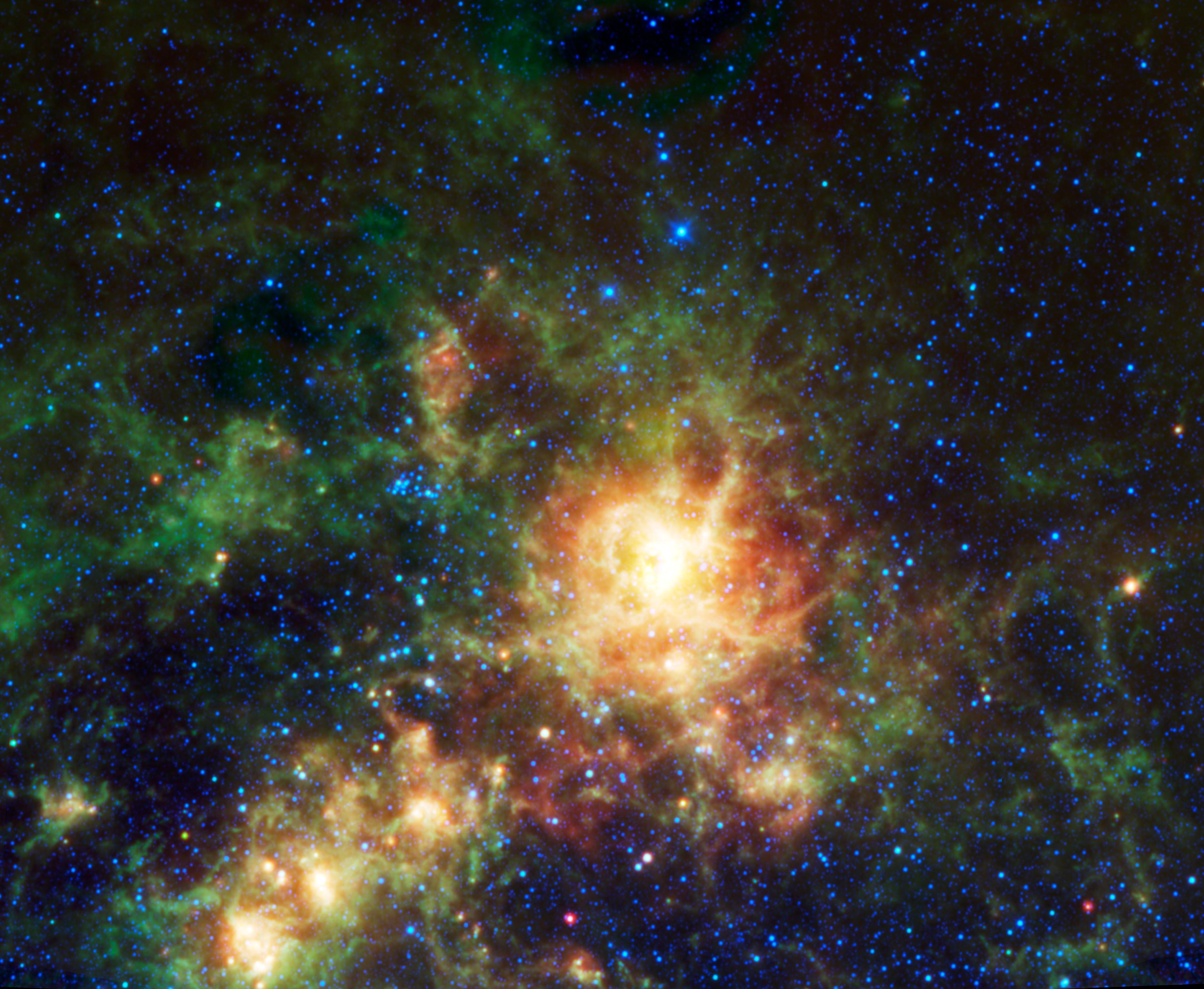
広域赤外線探査衛星で観測したタランチュラ星雲
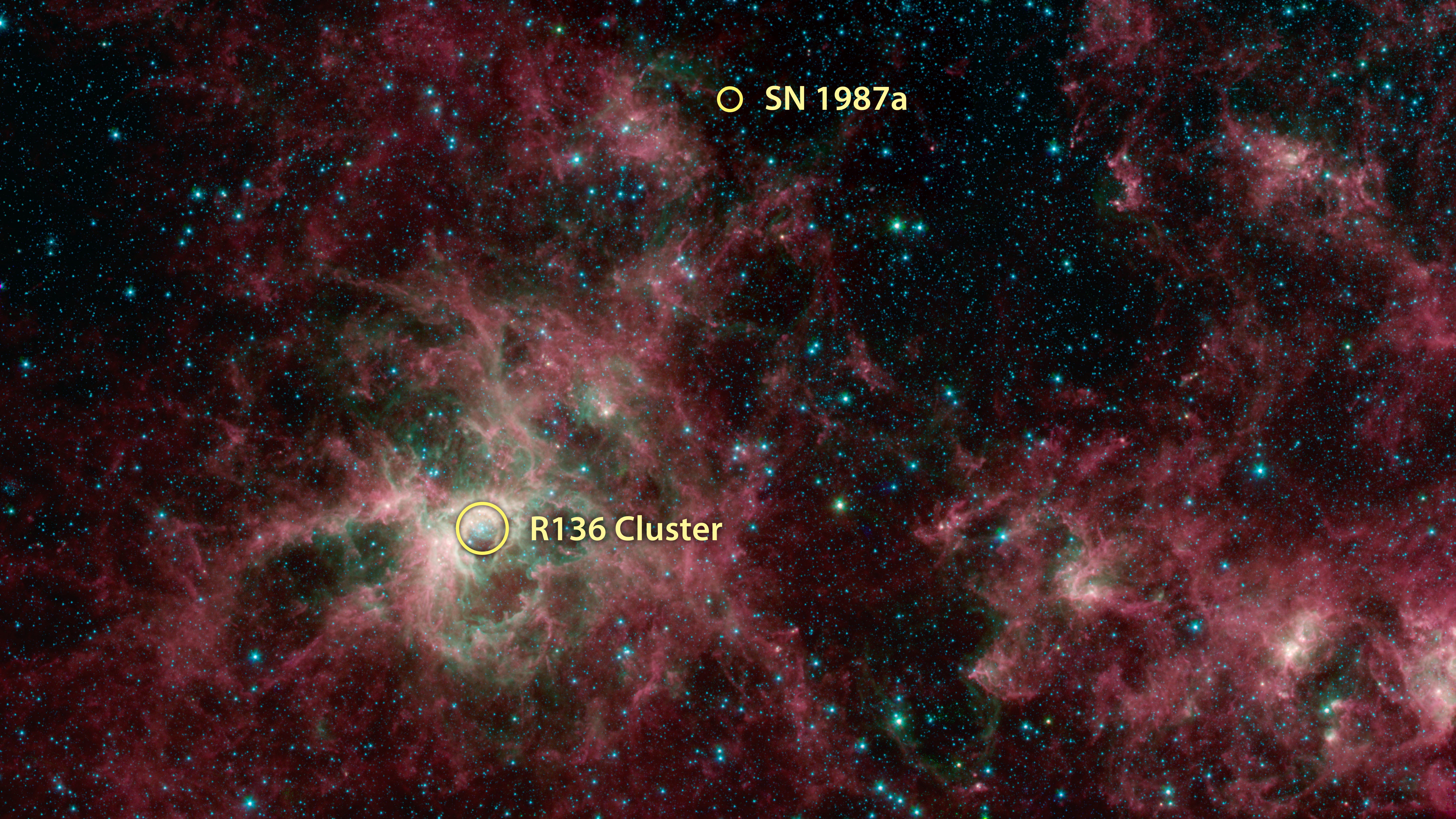
2020年1月にスピッツァー宇宙望遠鏡が撮影したタランチュラ星雲
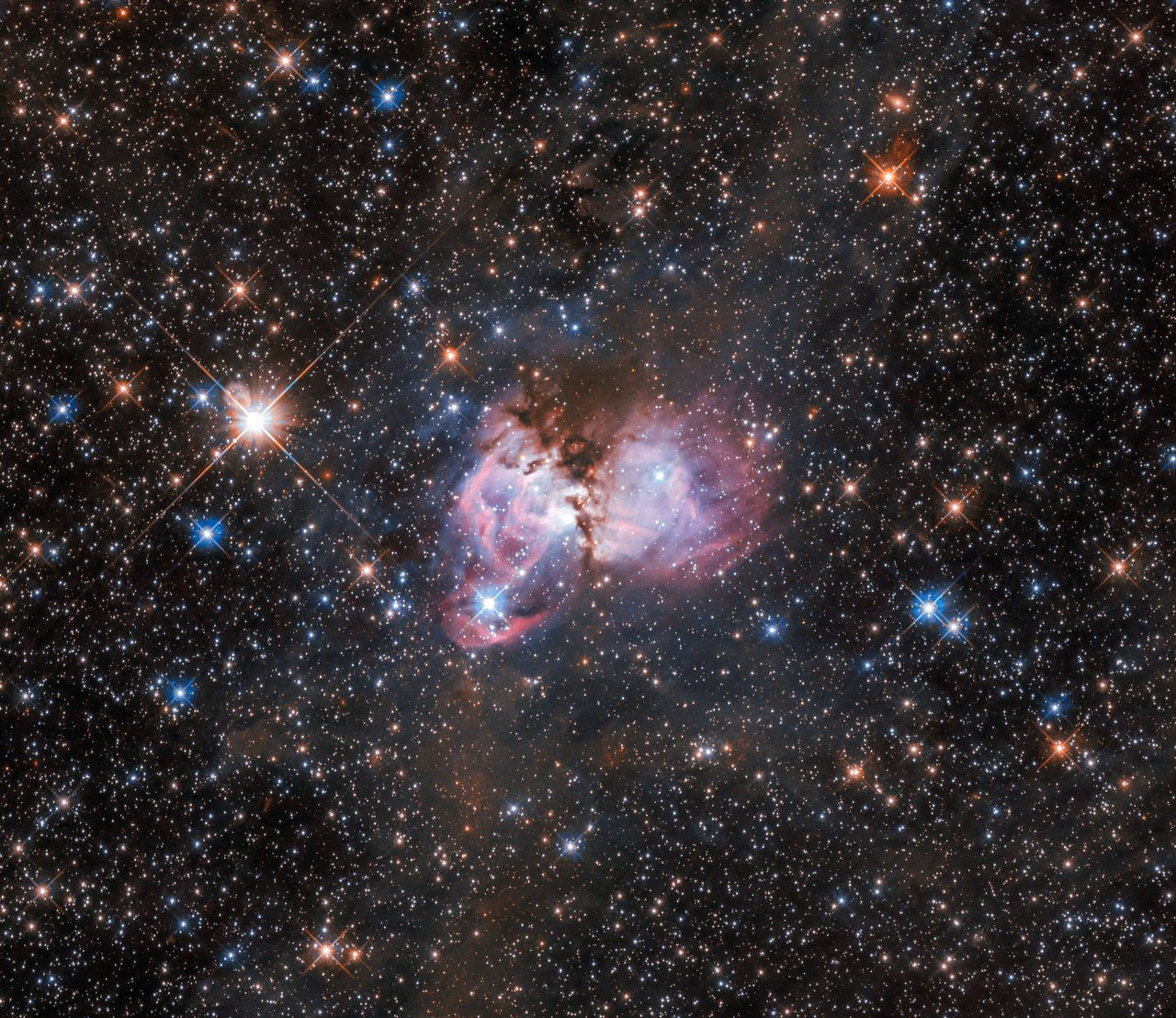
タランチュラ星雲全体
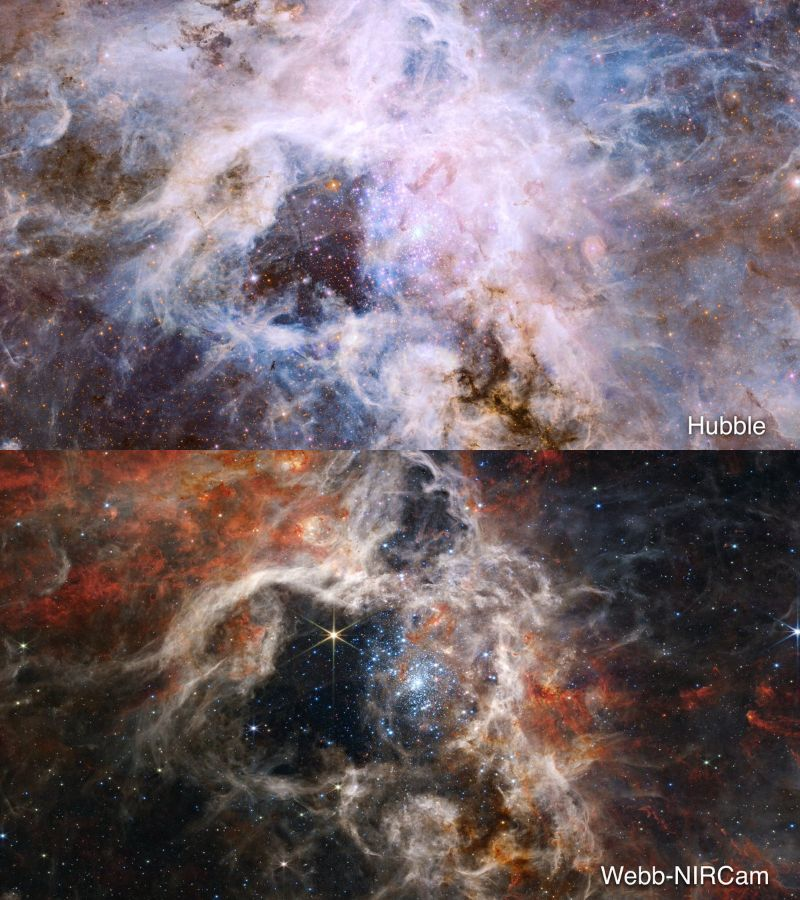
タランチュラ星雲のハッブルとウェッブの比較